# Толстых, Борис Леонтьевич
Бори́с Лео́нтьевич Толсты́х (18 мая 1936, село Сныткино, Курская область — 5 августа 2017, Москва) — советский хозяйственный деятель, заместитель Председателя Совмина СССР (1987—1989), депутат Верховного Совета СССР (1979—1989). Герой Социалистического Труда.

## Биография
Окончил в 1959 году физико-математический факультет Воронежского государственного университета. Доктор технических наук.
С 1959 года — инженер Воронежского завода полупроводниковых приборов, прошёл путь до главного инженера завода (назначен в 1971 году). В 1977 году возглавил НПО «Электроника» (в которое вошёл завод полупроводниковых приборов). В 1981 году стал лауреатом Государственной премии СССР, в 1982 году закрытым указом присвоено звание Героя Социалистического Труда.
В 1985 году назначен первым заместителем министра электронной промышленности СССР Колесникова (с которым вместе работали в Воронеже в 1960-е годы). В 1987—1989 годы — зампред Совмина, в этот же период возглавлял ГКНТ СССР. С 1989 по 1991 год — председатель Государственного комитета СССР по вычислительной технике и информатике.

## Награды
Среди госнаград — два ордена Ленина (1971, 1982), орден Октябрьской Революции (1975), орден «Знак Почёта» (1966). Почётный гражданин Воронежа (2012).